# Charlie i Fatty bawią się
Charlie i Fatty bawią się (ang. The Rounders) − amerykański film niemy z 1914 roku, w reżyserii Charliego Chaplina. 

## Obsada
- Charlie Chaplin – biesiadnik
- Roscoe Arbuckle – sąsiad Charliego
- Phyllis Allen – żona Charliego
- Minta Durfee – żona Roscoa
- Al St. John –  posłaniec
- Jess Dandy – gość w knajpie
- Wallace MacDonald – gość w knajpie
- Charley Chase – gość w knajpie